# Foudroyant (Schiff, 1751)
Die Foudroyant war ein 80-Kanonen-Linienschiff (Zweidecker) der französischen Marine (1751–1758) und später britischen Marine (1758–1787).

## Geschichte

### Bau
Im Juni 1744 wurde mit dem 80-Kanonen-Schiff Tonnant ein neuer Typ (Vaisseaux de 80) von Linienschiffen 1. Ranges in Dienst gestellt. Da sich die Tonnant im Einsatz als Kampfstark erwiesen hatte, sie entsprach dem britischen 90-Kanonen-Schiff, wurde entschieden weitere Einheiten dieses Typs zu bauen.
Die am 18. Dezember 1747 bestellt spätere Foudroyant wurde von dem Marinearchitekten François Coulomb dem Jüngeren entworfen und am 29. August 1748 im Marinearsenal von Toulon unter der Bauaufsicht des Schiffbaumeisters Pierre-Blaise Coulomb auf Kiel gelegt. Der Stapellauf erfolgte am 28. Dezember 1750 und die Indienststellung im April 1751.

### Einsatzgeschichte

#### Französische Marine

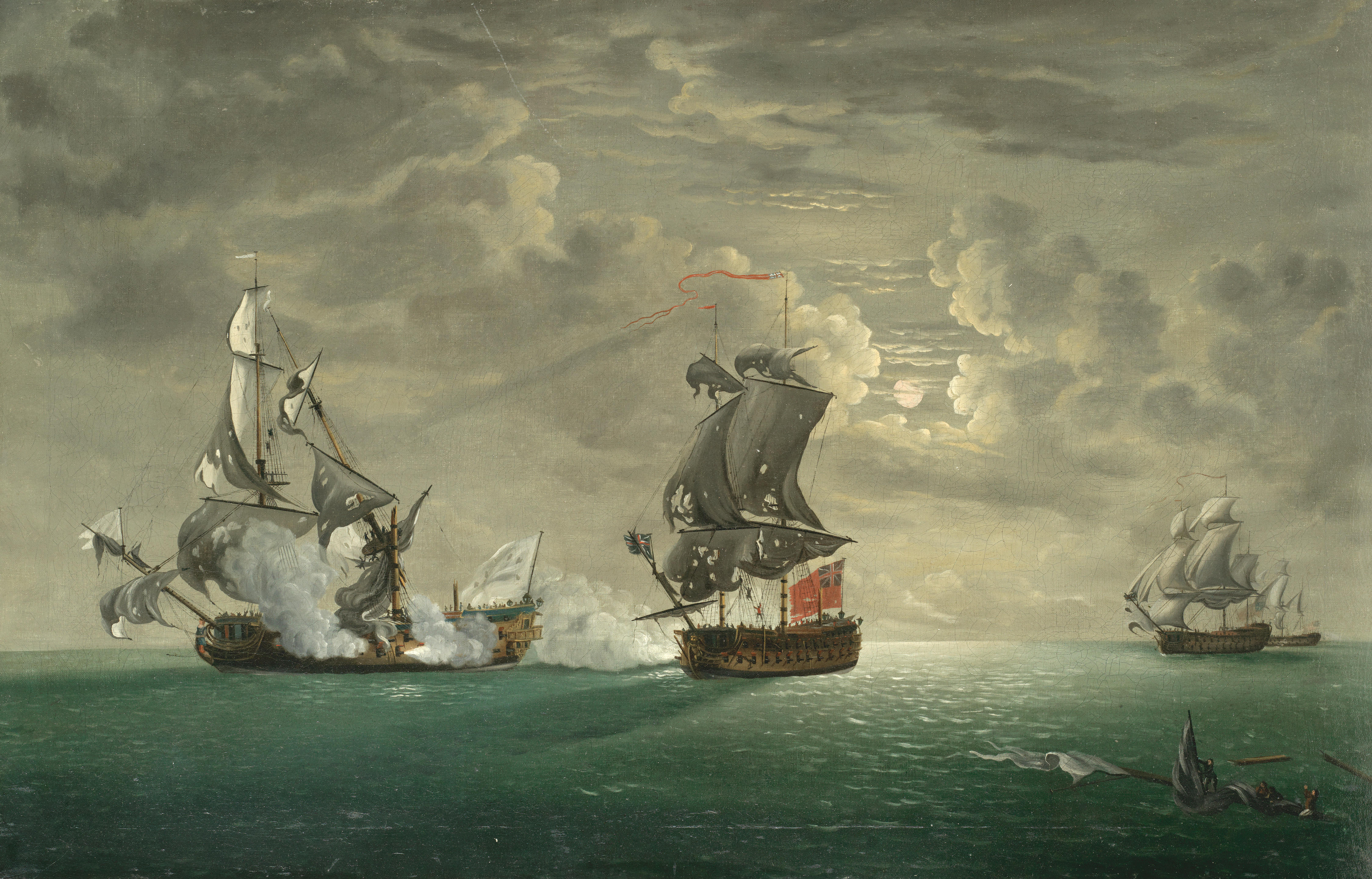
Die Foudroyant (links) im Gefecht mit britischen Schiffen vor ihrer Kaperung.

Zu Beginn des Siebenjährigen Krieges (1756–1763) war die Foudroyant, unter dem Kommando von Capitaine de Vaisseau Michel-Joseph Froger de l’Éguille, im Mai 1756 als Flaggschiff von Lieutenant-général de La Galissonière an der für die Franzosen siegreichen Seeschlacht bei Menorca beteiligt. In dieser Schlacht besiegte eine französische Flotte (13 Linienschiffe und 5 Fregatten) eine britische Flotte (12 Linienschiffe und 7 Fregatte) unter Vizeadmiral John Byng, der in Folge der verlorenen Schlacht vor ein Kriegsgericht gestellt, für schuldig befunden und im März 1757 auf dem Achterdeck seines eigenen Flaggschiffes erschossen wurde.
Anschließend gehörte sie zu einem Geschwader unter Chef d’escadre de La Clue-Sabran und wurde am 28. Februar 1758 in der Schlacht von Cartagena vor dem spanischen Cartagena von britischen Schiffen Monmouth, Hampton Court und Swiftsure gekapert. Der Kommandant des britischen Schiffes Monmouth, Arthur Gardiner, wurde zu Beginn des Gefechts tödlich verwundet, und seine beiden Leutnants, angeführt von Leutnant Robert Carkett, führten die Monmouth während des größten Teils der Kampfhandlungen. Der Kommandant der Foudroyant, der Marquis de Quesne, bestand darauf, sein Schwert an Leutnant Carkett zu übergeben. Auf der Foudroyant wurden 190 Menschen getötet. Anschließend wurde sie von der Swiftsure zum Cabo de Gata geschleppt, bevor sie zur Reparatur nach Gibraltar gebracht wurde, wo sie wieder seetüchtig gemacht wurde.
Das erbeutete Schiff wurde im September 1758 zusammen mit den gefangenen Franzosen nach Portsmouth überführt, wo die Besatzung im Porchester Castle inhaftiert wurde. Der Kommandant Marquis de Quesne und seine beiden führenden Offiziere wurden unabhängig davon von Gibraltar nach England gebracht und in Northampton festgehalten, während seine jüngeren Offiziere in Maidstone untergebracht wurden.

#### Britische Marine
Das Schiff wurde in Portsmouth für 163,10 Pfund und 2 Pence vermessen. Die Admiralität genehmigte den Erwerb am 7. November desselben Jahres, und am 6. Dezember wurde das Schiff für die Summe von 16.759,19,11 Pfund gekauft. Sie wurde offiziell auf den Namen Foudroyant getauft und am 13. Dezember 1758 in die Marinelisten eingetragen. Zwischen Februar und August 1759 wurde sie in Portsmouth für 14.218,9,2 Pfund überholt, um sie für den Marinedienst fit zu machen.
Anschließend wurde sie im Juni 1759 unter dem Kommando von Kapitän Richard Tyrell in Dienst gestellt und diente von Juni bis Oktober 1759 als Flaggschiff von Vizeadmiral Sir Charles Hardy, wobei sie im August Teil der Flotte von Admiral Edward Hawke war. Im Frühjahr 1760 wurde die Foudroyant in Portsmouth einer weiteren Überholung unterzogen und noch im selben Jahr unter Kapitän Robert Duff in Dienst gestellt. Im April 1760 segelte sie zu den Leeward-Inseln, kehrte jedoch im Herbst 1761 nach Großbritannien zurück, um sich einer weiteren Überholung zu unterziehen. Anfang 1762 nahm sie an den Operationen vor Martinique teil, bevor sie später im selben Jahr unter das Kommando von Kapitän Molyneaux Shuldham kam. Sie diente für kurze Zeit als Flaggschiff von Admiral George Rodney, bevor sie 1763 ausgemustert wurde. Zwischen Februar 1772 und Januar 1774 wurden mehrere Vermessungen und umfangreiche Reparaturen durchgeführt, woraufhin das Schiff im April 1775 als Wachschiff in Plymouth eingesetzt wurde. Im August desselben Jahres wurde sie unter dem Kommando von Kapitän John Jervis wieder in Dienst gestellt und war bis Anfang 1777 in Plymouth stationiert.

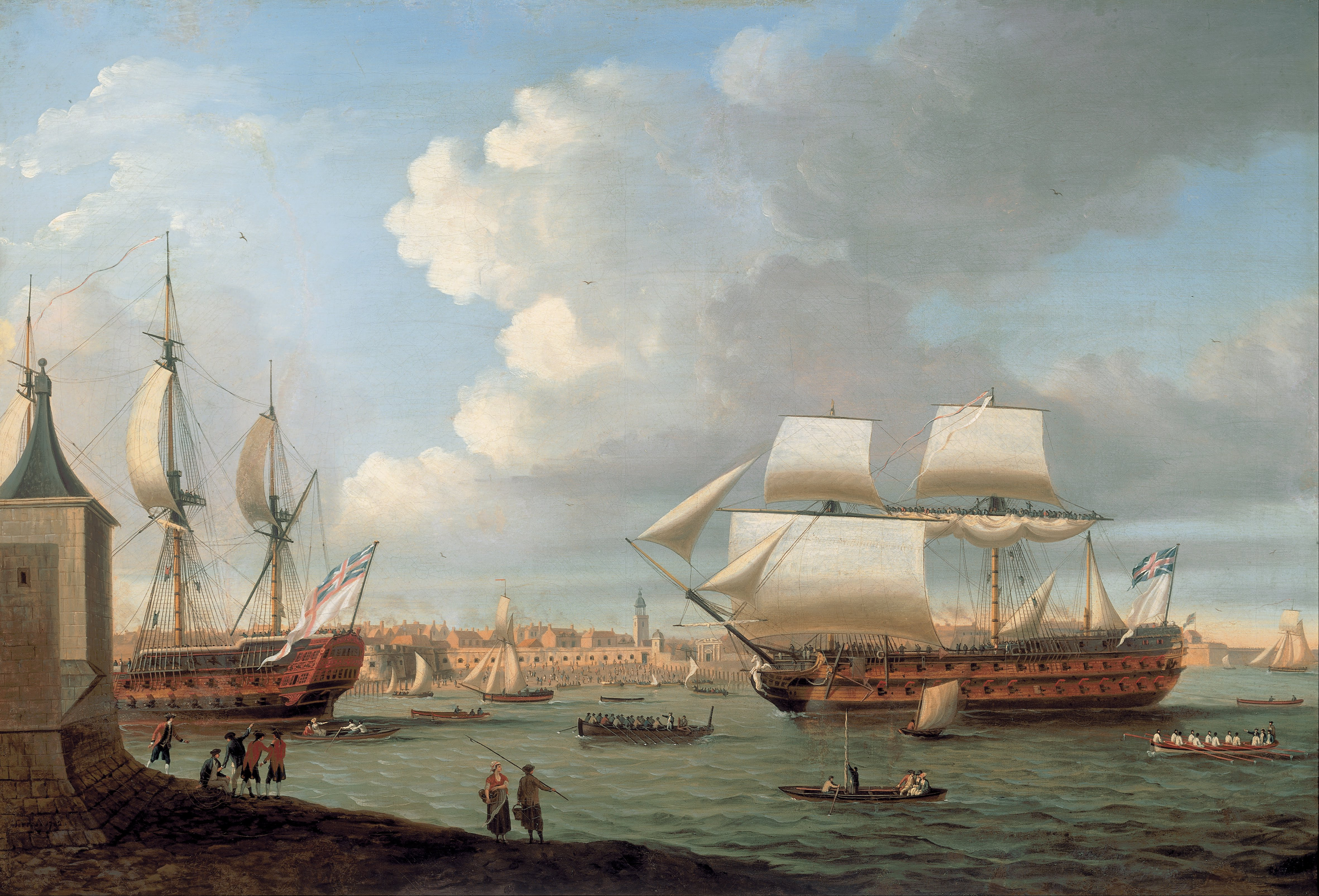
Einbringung der gekaperten Pégase nach Portsmouth.

Im März 1777 wurde sie für den Einsatz im Ärmelkanal ausgerüstet und verbrachte den Sommer auf Station vor der französischen Küste. Hierbei lieferte sie am 31. Juli 1777 Gefecht mit dem amerikanischen Freibeuter Fancy der bei Penzance in Cornwall an Land getrieben wurde. Am 18. Juni 1778 kämpfte sie gegen das 32-Kanonen-Schiff Pallas und kaperte ihn. Am 27. Juli 1778 nahm sie mit der Flotte von Admiral Augustus Keppel an der Seeschlacht bei Ouessant teil. Jervis wurde kurzzeitig von Kapitän Charles Hudson als Kommandant abgelöst, während die Foudroyant das Flaggschiff ihres alten Kommandanten, des nunmehrigen Vizeadmirals Lord Shuldham, wurde. Jervis übernahm 1779 wieder das Kommando und fuhr mit Hardys Flotte, bevor er im Dezember 1779 zu einem abgesetzten Geschwader versetzt wurde. Anfang 1780 kehrte die Foudroyant in den Hafen zurück, wo sie umgerüstet wurde und ihr Rumpf mit Kupferblatten beschlagen wurde. Nach Abschluss dieser Arbeiten im Mai, stach sie wieder in See und fuhr zunächst mit der Flotte von Admiral Francis Geary und später mit der von George Darby. Im April 1781 nahm sie an der Befreiung von Gibraltar teil, woraufhin sie zum Geschwader von Robert Digby versetzt wurde. Im Sommer 1781 segelte sie wieder mit Darbys Flotte, und im April 1782 wurde sie zu einem Geschwader unter Samuel Barrington versetzt.
Am 21. April 1782 kaperte sie die französische Pégase mit 74 Kanonen, wofür Jervis zum Ritter geschlagen wurde. Neben der Pégase erbeutete Jervis vier Transporter: Fidelité (178 Soldaten und Vorräte), Belonne (147 Soldaten und Vorräte), Lionne (180 Soldaten und Vorräte) und Duc de Chartres (Vorräte und Waffen).
Im Juli 1782 stach sie erneut in See, diesmal als Teil einer Flotte unter Admiral Richard Howe, und verbrachte den Herbst auf Station in den westlichen Anrainerstaaten. 1783 stand sie kurz unter dem Kommando von Kapitän William Cornwallis, wurde aber bald abbezahlt und dann für den normalen Betrieb ausgerüstet.

### Verbleib
Auf Befehl der Admiralität wurde das alte Schiff am 24. August 1787 für 479,3 £2d zum Abbruch verkauft, was bis zum 26. September abgeschlossen wurde.

## Technische Beschreibung

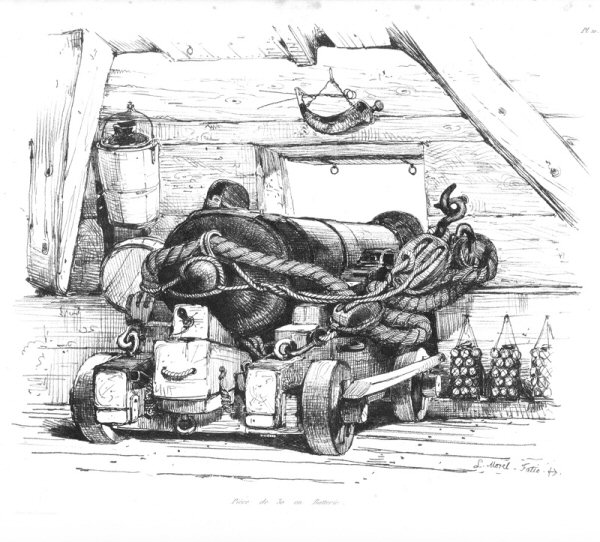
Zeichnung eines französischen
36-Pfünders.

Die Foudroyant war als Batterieschiff mit zwei durchgehenden Geschützdecks konzipiert und hatte eine Länge von 57,50 Metern (Geschützdeck) bzw. 49,38 Metern (Kiel), eine Breite von 15,43 Meter und einen Tiefgang von 7,31 Metern bei einer Verdrängung von 3.281 Tonnen. Sie war ein Rahsegler mit drei Masten (Fockmast, Großmast und Kreuzmast). Der Rumpf schloss im Heckbereich mit einem Heckspiegel, in den Galerien integriert waren, die in die seitlich angebrachten Seitengalerien mündeten. Die Bewaffnung bestand bei Indienststellung aus 80 Kanonen, die sich im Kaliber aber im Laufe ihrer Dienstzeit änderte.
|              | Unteres Batteriedeck | Oberes Batteriedeck | Backdeck      | Achterdeck     | Kanonen (Geschossgewicht) |
| ------------ | -------------------- | ------------------- | ------------- | -------------- | ------------------------- |
| Design       | 30 × 36-Pfünder      | 32 × 18-Pfünder     | 8 × 8-Pfünder | 10 × 8-Pfünder | 80 Kanonen (440,555 kg)   |
| 1760 (brit.) | 30 × 32-Pfünder      | 32 × 24-Pfünder     | 8 × 9-Pfünder | 10 × 9-Pfünder | 80 Kanonen (428,644 kg)   |

## Besatzung
Die Besatzung hatte in französischem Dienst eine Stärke von 814 Mann (bis zu 14 Offizieren und 800 Unteroffizieren bzw. Mannschaften).

### Liste der (bekannten) Kommandanten
| Name                               | Beginn der Amtszeit | Ende der Amtszeit   |
| Französische Marine                | Französische Marine | Französische Marine |
| ---------------------------------- | ------------------- | ------------------- |
| Michel-Joseph Froger de l’Éguille  | 1756                | 1756                |
| Michel-Ange Duquesne de Menneville | 1758                | 28. Februar 1758    |
| Britische Marine                   |                     |                     |
| Richard Tyrrell                    | 26. Juni 1759       | 5. März 1760        |
| Robert Duff                        | 5. März 1760        | 8. Juni 1762        |
| Molyneaux Shuldham                 | 8. Juni 1762        | 21. September 1763  |
| John Jervis                        | 9. August 1775      | 5. August 1778      |
| Charles Hudson                     | 5. August 1778      | 22. Juli 1779       |
| John Jervis                        | 22. Juli 1779       | 26. Dezember 1782   |
| William Cornwallis                 | 30. Dezember 1782   | 14. Januar 1783     |
| Adam Duncan                        | 15. Januar 1783     | 26. Februar 1783    |

## Bemerkungen
1. ↑  Die französische Einteilung in Rangklassen wich von der britischen ab. Zur Dienstzeit der Foudroyant waren französische Schiffe Ersten Ranges Dreidecker mit 90–116 Kanonen oder Zweidecker mit 80 Kanonen.
2. ↑  Bei der Berechnung des Gewichtes einer Breitseite kann es zu Unterschieden kommen, da in der damaligen Zeit ein Pfund, je nach Land, unterschiedliche Gewichtswerte hatte. Das französische Livre hatte z. B. ein Gewicht von 489,506 Gramm während das englische Pound ein Gewicht von 453,592 Gramm hatte.